# Kota Jošihara
Kota Jošihara (japonsko 吉原 宏太), japonski nogometaš, * 2. februar 1978.
Za japonsko reprezentanco je odigral eno uradno tekmo.